# Bukit Suban
Bukit Suban is een bestuurslaag in het regentschap Sarolangun van de provincie Jambi, Indonesië. Bukit Suban telt 6058 inwoners (volkstelling 2010).